# Fundación Gustavo Bueno

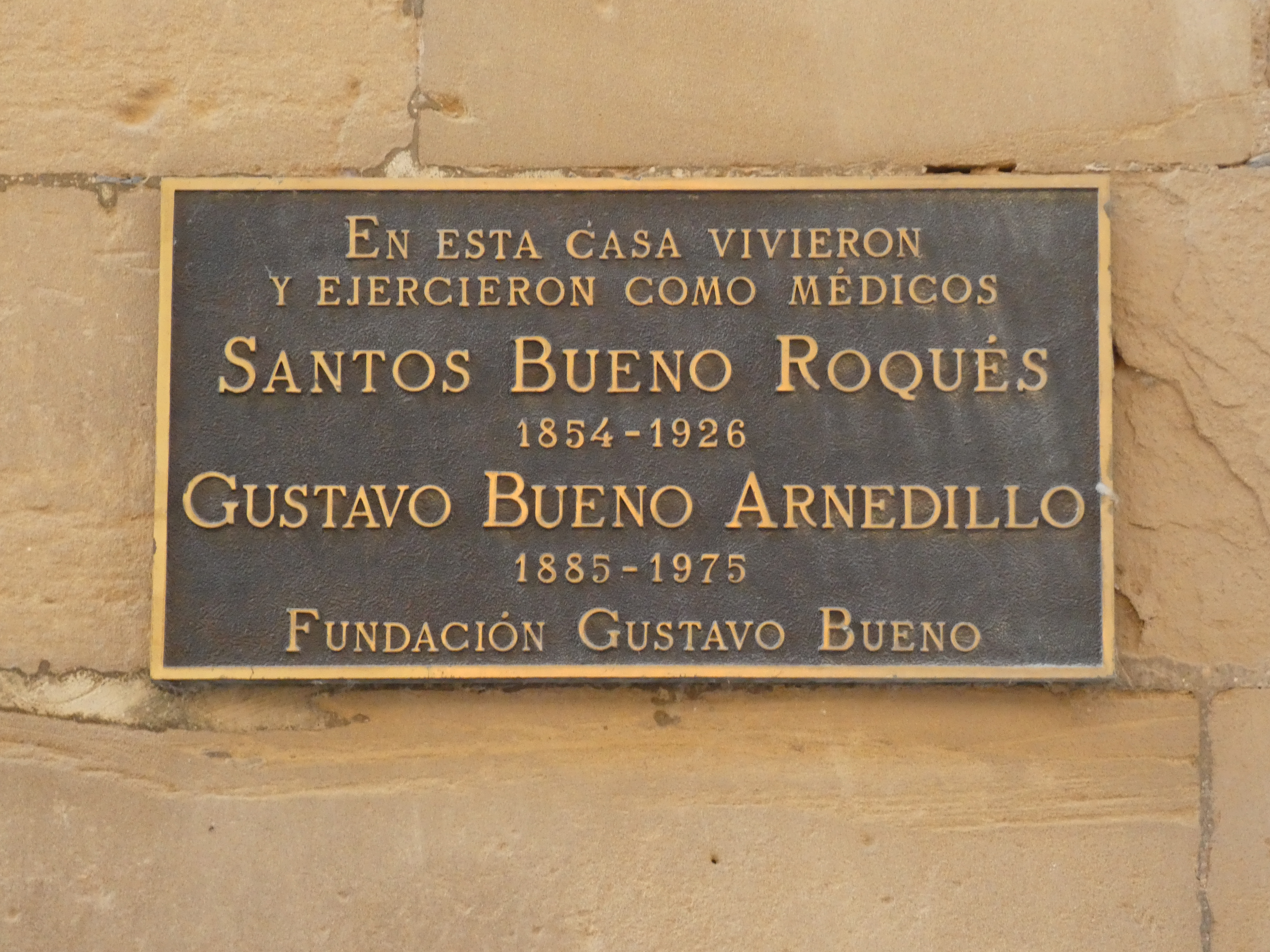
Placa de la Fundación Gustavo Bueno en Santo Domingo de la Calzada

La Fundación Gustavo Bueno es una institución española de iniciativa privada cuyo objetivo principal es el cultivo de la filosofía, en particular la filosofía en lengua castellana y en especial el materialismo filosófico, sistema construido por  su fundador, Gustavo Bueno Martínez. La Fundación fue constituida en 1997 y en 1998 se instaló en su actual sede. Su presidente es Gustavo Fernando Bueno Sánchez, hijo del filósofo.
La Fundación Gustavo Bueno incluye varios proyectos filosóficos: 
- Las revistas de filosofía El Basilisco y El Catoblepas.
- La promoción de proyectos destinados a la digitalización y divulgación de textos filosóficos en castellano: el Proyecto de Filosofía en español, la recuperación y traducción al español de obras latinas y la digitalización de la obra de Benito Jerónimo Feijoo, del cardenal Ceferino González y de otros autores.
- La organización de cursos y encuentros de filosofía en Oviedo, Gijón y Santo Domingo de la Calzada.
- Los archivos de Nódulo Materialista, publicación en línea.[2][3]

## Sede
La Fundación Gustavo Bueno tiene su sede en Oviedo (Asturias), en el edificio del antiguo Sanatorio Miñor, que le fue cedido por cincuenta años y en exclusiva por el Ayuntamiento de Oviedo mientras era alcalde Gabino de Lorenzo bajo el gobierno del PP. El palacete municipal cuenta con una superficie de más de mil cien metros cuadrados. El propio Ayuntamiento contrató y financió las obras de rehabilitación y acondicionamiento, cuyo coste fue de 14 millones de pesetas, aproximadamente 84.000 euros actuales. Sin embargo, la documentación examinada en 2016 por técnicos de Gestión del Patrimonio muestra que dicho acuerdo nunca llegó a firmarse, por lo que no tendría "sustento legal".
La Fundación utiliza también su sede para albergar encuentros de la Fundación DENAES, de la que Gustavo Bueno fue fundador y patrono de honor.

### Visita del concejal Rosón
En marzo de 2019, el concejal de Economía del ayuntamiento de Oviedo, Rubén Rosón de la agrupación electoral Somos Oviedo, realizó una visita a las instalaciones del antiguo Sanatorio Miñor, previo aviso. El objetivo era llevar a cabo una evaluación del estado de las estancias, de titularidad pública, y comunicar que el edificio sería en adelante compartido junto a otras empresas, dado que con el espacio del que dispone el edificio "se podrían compaginar usos". Sin embargo y pese a que el edil comunicó con varios días de antelación su visita, los miembros de la Fundación impidieron al edil acceder más allá de la biblioteca, en la que ambas partes mantuvieron una "tensa" y "acalorada" discusión. Durante la misma, los miembros de la Fundación impidieron que el concejal se explicara, según la prensa dirigiéndose a él con "improperios, insultos y vejaciones". Este procedió a denunciar los hechos ante la policía.
En una visita posterior, la Fundación ni siquiera llegó a recibir al concejal, no permitiendo su acceso al edificio a pesar de que había personas en el interior. Rubén Rosón acudió acompañado de una agente de la Policía Local de paisano.
Posteriormente, el alcalde de Oviedo, Wenceslao López del PSOE, criticó la actuación de su concejal Rosón, tildándola de "simplemente un espectáculo", máxime cuando las competencias de Rosón no incluían intervenir en el estado del patrimonio municipal ya que era concejal de economía. López avaló la permanencia de la Fundación en el palacete aun sin tener un acuerdo firmando con el Ayuntamiento en 1998. Según sus propias palabras, existe una situación "de facto con veinte años de hechos documentados que dan a la fundación derecho a seguir siendo inquilino de las instalaciones. Rosón pidió desahuciar a la Fundación y solicitó al alcalde Wenceslao López que "tuviera valentía para hacerlo".

## Posición ideológica y acusaciones de sectarismo
Se ha mencionado que entre los miembros de la Fundación y su entorno predominan ideas ultraconservadoras, de carácter liberal y de defensa de la nación española y el sistema capitalista. La organización ha sido en ocasiones comparada con una "secta" por su "dogmatismo" en torno a Bueno y por la tendencia entre sus miembros a protegerse entre sí.
En octubre de 2017 la Fundación Gustavo Bueno se adhirió a una manifestación convocada por la Fundación para la Defensa de la Nación Española (DENAES), junto a organizaciones como Fundación Villacisneros, Hazte Oír, Foro de Guardias Civiles o Círculo Balear, entre otras. El motivo de la concentración fue «la defensa de la nación española» ante la Declaración de independencia de Cataluña.
Los planteamientos de la Fundación Gustavo Bueno se han utilizado para fijar algunos aspectos de la ideología del partido de extrema derecha Vox.

## Financiación
El Ayuntamiento de Oviedo corrió con todos los gastos de la Fundación desde el principio, aproximadamente 100 000 euros anuales, que en 2005 se incrementaron hasta los 160 000.
En 2008, la Fundación contó con una dotación extraordinaria de unos 800 000 euros, de los que 565 198,40 euros fueron destinados a preparar la exposición "Oviedo: Doce siglos". Para la exposición, la Fundación contrató a la empresa Ingenia-qed, de la que era accionista mayoritaria y directora de proyectos Carmen Bueno Sánchez, hija del filósofo y hermana del presidente de la Fundación.
En 2015, el nuevo gobierno local del Ayuntamiento de Oviedo decidió paralizar la subvención anual de 155 000 euros que recibía la Fundación Gustavo Bueno, "tras las «dudas» expresadas por funcionarios sobre la aplicación de la ayuda". Sin embargo, la acusación fue descartada por el Tribunal de Cuentas.